# مقاطعة هيدالغو (تكساس)
مقاطعة هيدالغو (بالإنجليزية: Hidalgo  County)‏ هي إحدى المقاطعات في ولاية تكساس، الولايات المتحدة الأمريكية.

## أعلام
- تشارلز جانيوري